# Lago Burigi
El lago Burigi (antes Lueor-lo-Urigi, "lago blanco de Urigi") es un lago endorreico del distrito de Karagwe, en la región de Kagera, en Tanzania. La mitad meridional del lago pertenece a la Reserva de caza de Burigi (Burigi Game Reserve).

## Geografía
El lago tiene forma de coma, con una prolongación más estrecha en su parte superior que lo hace más largo en época de lluvias. Tiene entre 30 y 50 km de longitud y 4 km de anchura, aunque en periodos de sequía puede quedarse en 18 km de longitud.  Se encuentra en una depresión sin salida rodeada de colinas, que se elevan unos 300 m por encima del lago. Sus aguas son de color azul intenso. En los aledaños hay extensas zonas pantanosas, sobre todo al norte y especialmente al sur, donde se encuentra reserva de caza de Burigi. 
En periodos secos, ocupa unos 70 km². Es alimentado por una serie de ríos procedentes de las colinas entre los que destaca el río Ruiza. La zona está muy poco poblada. Es visible desde las localidades de Useni o de Kavari, aldea de 400 habitantes.
Las zonas pantanosas que lo rodean están cubiertas de papiros y bosques inundables. Las colinas son amarronadas, cubiertas de matorrales y algunos bosques de acacias. En el interior hay numerosos islotes.

## Flora y fauna
El entorno del lago es favorable para los pájaros, entre ellos grullas, garzas y pelícanos, jacanas africanas (Actophilornis africana), garcetas y otras zancudas que se desplazan por las amplias ensenadas de las orillas, donde abundan las lechugas de agua (Pistia stratiotes). También se encuentran aquí antílopes acuáticos (Kobus ellipsiprymnus) e hipopótamos con bastante frecuencia. Abundan los mosquitos y hace años el lago estaba infestado de gusano de Guinea (Dracunculus medinensis).

## Historia
El lago Burigi fue visitado por la expedición del geógrafo alemán Hans Meyer, pionero en el ascenso al monte Kilimanjaro, que realizó varias expediciones entre 1887 y 1912. En esa época, el lago se llamaba Urigi. Sin embargo, el descubrimiento del lago se atribuye al inglés John Hanning Speke, que buscaba las fuentes del Nilo y recorrió la región en 1858. Fue Speke quien le dio el nombre de Lago Blanco de Urigi.